# Jarujinia bipedalis
Jarujinia bipedalis is een hagedis uit de familie skinken (Scincidae).

## Naam en indeling
De wetenschappelijke naam van de soort werd voor het eerst voorgesteld door Tanya Chan-ard, Sunchai Makchai en Michael Cota in 2011. Het is de enige soort uit het monotypische geslacht Jarujinia. De soortaanduiding Jarujinia is een eerbetoon aan Jarujin Nabhitabhata (1950 - 2008), de eerste directeur van het Thailand Natural History Museum. De soortaanduiding bipedalis betekent vrij vertaald 'tweebenig' en slaat op het ontbreken van achterpoten.

## Uiterlijke kenmerken
Het lichaam bereikt een lengte van ongeveer negen centimeter exclusief de staart. De staartlengte bedraagt ongeveer de helft van de lichaamslengte. Het gehele lichaam is afgeplat. De kop is moeilijk te onderscheiden van het lichaam, een insnoering achter de kop ontbreekt. De achterpoten ontbreken, de voorpoten zijn sterk gedegenereerd en dragen slechts twee vingers zonder klauwtjes. Op het midden van het lichaam zijn 22 lengterijen schubben aanwezig.
De rostraalschub aan de voorzijde van de snuit is sterk vergroot, dit is een aanpassing aan de gravende levenswijze. De oogleden zijn onbeweeglijk en doorzichtig, gehooropeningen ontbreken.

## Verspreiding en habitat
De soort leeft in delen van Azië en komt endemisch voor in Thailand. De habitat is niet bekend, aangezien er slechts een enkel exemplaar gevonden is. Dit dier werd aangetroffen onder een steen in een droog bos naast een riviertje. Gezien de lichaamsbouw is de skink waarschijnlijk een bodembewoner die veel graaft.